# Katajga
Katajga (ros. Катайга) – osiedle w Rosji, w obwodzie tomskim, w rejonie wierchniekietskim. W 2010 liczyło 1584 mieszkańców.